# پووونگ، ویکتوریا
پووونگ (به انگلیسی: Poowong) یک شهرک در استرالیا است که در ویکتوریا (استرالیا) واقع شده‌است.

## افراد سرشناس پووونگ
- خبرنگار جنگ ویلفرد برکت
- نویسنده و مورخ دان واتسون
- پیتر نتمان رئیس پیشین باشگاه پووونگ فوتبال و نایتلاین